# Nati nel 1996/Maggio
| Questa pagina contiene informazioni ricavate automaticamente dalle voci biografiche con l'ausilio del template Bio e di un bot. L'aggiornamento è periodico e automatico e ricostruisce completamente la pagina. Se manca una persona in questa lista, sei pregato di non aggiungerla, ma accertati piuttosto che la sua voce biografica contenga il template Bio e che i dati anagrafici siano correttamente compilati. Se il template Bio manca, inseriscilo tu stesso o, in alternativa, metti l'avviso {{tmp\|Bio}} che ne segnala la mancanza. Se i dati riportati sono sbagliati, correggi direttamente la voce biografica; le modifiche saranno visibili in questa lista entro pochi giorni. Per chiarimenti vedi il progetto biografie. La lista contiene solo le 466 persone che sono citate nell'enciclopedia e per le quali è stato implementato correttamente il template Bio. Pagina aggiornata al 2 ago 2025. |

- 1º maggio - Álvaro Aguado, calciatore spagnolo
- 1º maggio - Rachel Corboz, calciatrice statunitense
- 1º maggio - Islam Gaber, calciatore egiziano
- 1º maggio - Nate Grimes, cestista statunitense
- 1º maggio - Gustav Iden, triatleta norvegese
- 1º maggio - Sydney Imbeau, attrice canadese
- 1º maggio - François Kamano, calciatore guineano
- 1º maggio - Danique Kerkdijk, calciatrice olandese
- 1º maggio - Souleymane Koné, calciatore ivoriano
- 1º maggio - Gladys Mbabazi, giocatrice di badminton ugandese
- 1º maggio - Joel Neves, calciatore saotomense
- 1º maggio - William Nylander, hockeista su ghiaccio svedese
- 1º maggio - Julio Joao Ortiz, calciatore ecuadoriano
- 1º maggio - Luca Palmiero, calciatore italiano
- 1º maggio - Michela Rucli, pallavolista italiana
- 1º maggio - Michael Seaton, calciatore giamaicano
- 2 maggio - Filip Bakoč, cestista macedone
- 2 maggio - Anton Belov, calciatore russo
- 2 maggio - Monique Billings, cestista statunitense
- 2 maggio - Tayc, cantante e rapper francese
- 2 maggio - Julian Brandt, calciatore tedesco
- 2 maggio - Orlando Brown Jr., giocatore di football americano statunitense
- 2 maggio - Ibrahim Cissé, calciatore francese
- 2 maggio - Jules Dang-Akodo, cestista camerunese
- 2 maggio - Jannik Dehm, calciatore tedesco
- 2 maggio - Jack Iredale, calciatore australiano
- 2 maggio - Kady, calciatore brasiliano
- 2 maggio - Klaudia Kardasz, pesista polacca
- 2 maggio - Thembi Kgatlana, calciatrice sudafricana
- 2 maggio - Ardit Krymi, calciatore albanese
- 2 maggio - Benjamín Kuscevic, calciatore cileno
- 2 maggio - Mykola Matvijenko, calciatore ucraino
- 2 maggio - Lisa Mayer, velocista tedesca
- 2 maggio - Silvia Semeraro, karateka italiana
- 2 maggio - Wesley Sena, cestista brasiliano
- 2 maggio - D'Mitrik Trice, cestista statunitense
- 3 maggio - Alans Amirovs, lottatore lettone
- 3 maggio - Niklas Bachsleitner, sciatore freestyle tedesco
- 3 maggio - Juan Bauza, calciatore argentino
- 3 maggio - Khürelkhüügiin Bolortuyaa, lottatrice mongola
- 3 maggio - Mary Cain, mezzofondista statunitense
- 3 maggio - Andro Giorgadze, calciatore georgiano
- 3 maggio - Jonas Grof, cestista tedesco
- 3 maggio - Alex Iwobi, calciatore nigeriano
- 3 maggio - Claire Jacob, calciatrice francese
- 3 maggio - Morten Konradsen, calciatore norvegese
- 3 maggio - Jean-Baptiste Léo, calciatore francese
- 3 maggio - Anton Miterev, calciatore russo
- 3 maggio - Noah Munck, attore statunitense
- 3 maggio - Francis Mustafa, calciatore burundese
- 3 maggio - Domantas Sabonis, cestista lituano
- 3 maggio - Aloísio Souza, calciatore brasiliano
- 3 maggio - Philipp Öttl, pilota motociclistico tedesco
- 3 maggio - Sašo Štalekar, pallavolista sloveno
- 4 maggio - Nicolangelo Di Fabio, nuotatore italiano
- 4 maggio - Abdou Diallo, calciatore francese
- 4 maggio - Arielle Gold, snowboarder statunitense
- 4 maggio - Sumire Hata, lunghista giapponese
- 4 maggio - Sherif Jimoh, calciatore ivoriano
- 4 maggio - Andrea Komšić, ex sciatrice alpina croata
- 4 maggio - Gaëtan Missi Mezu, calciatore francese
- 4 maggio - Tetjana Kozyrenko, calciatrice ucraina
- 4 maggio - Raphael Mirval, calciatore francese
- 4 maggio - Pelayo Roza, canoista spagnolo
- 4 maggio - Oumar Sako, calciatore ivoriano
- 4 maggio - Gabriel Santos, nuotatore brasiliano
- 4 maggio - Mats Valk, speedcuber olandese
- 4 maggio - Vasilije Vučetić, cestista serbo
- 4 maggio - Omari Williams, giocatore di football americano statunitense
- 5 maggio - Emmanuel Antwi, calciatore ghanese
- 5 maggio - Clément Castets, rugbista a 15 francese
- 5 maggio - Jack Cichy, ex giocatore di football americano statunitense
- 5 maggio - Jax, cantautrice statunitense
- 5 maggio - White 2115, rapper polacco
- 5 maggio - Dinesh Kumar Dhakal, velocista bhutanese
- 5 maggio - Michael Dogbe, giocatore di football americano statunitense
- 5 maggio - Christopher Eubanks, tennista statunitense
- 5 maggio - Jai Hindley, ciclista su strada australiano
- 5 maggio - Kriszta Incze, lottatrice rumena
- 5 maggio - Carlo Macchini, ginnasta italiano
- 5 maggio - Adèle Milloz, scialpinista francese († 2022)
- 5 maggio - Fahd Moufi, calciatore francese
- 5 maggio - Carlos Nieto Herrero, calciatore spagnolo
- 5 maggio - Roberto Olabe del Arco, calciatore spagnolo
- 5 maggio - Jacqueline Otchere, astista tedesca
- 5 maggio - Matheus Pereira, calciatore brasiliano
- 5 maggio - Mayar Sherif, tennista egiziana
- 5 maggio - Shakayla Thomas, cestista statunitense
- 5 maggio - Morten Thorsby, calciatore norvegese
- 5 maggio - Grzegorz Tomasiewicz, calciatore polacco
- 5 maggio - Susanne Gogl-Walli, velocista austriaca
- 6 maggio - Janik Bachmann, calciatore tedesco
- 6 maggio - Alan Bonansea, calciatore argentino
- 6 maggio - Greg Gaines, giocatore di football americano statunitense
- 6 maggio - JaKeenan Gant, cestista statunitense
- 6 maggio - Dominic Scott Kay, attore e doppiatore statunitense
- 6 maggio - Henry Patten, tennista britannico
- 6 maggio - Molly Renshaw, ex nuotatrice britannica
- 6 maggio - Norbert Rivasz-Tóth, giavellottista ungherese
- 6 maggio - Maksim Salaš, cestista bielorusso
- 6 maggio - Jessica Shy, cantante lituana
- 6 maggio - Justin Simon, cestista statunitense
- 6 maggio - Eduardo Tercero, calciatore messicano
- 6 maggio - Donte Thomas, cestista statunitense
- 6 maggio - Todd Withers, cestista statunitense
- 7 maggio - Karl Bebendorf, mezzofondista tedesco
- 7 maggio - Alexandru Bejan, ex calciatore moldavo
- 7 maggio - Kenji-Van Boto, calciatore francese
- 7 maggio - Diletta Carli, nuotatrice italiana
- 7 maggio - Lucas Correa, calciatore uruguaiano
- 7 maggio - Melanie Díaz, tennistavolista portoricana
- 7 maggio - Zakaria El Azzouzi, calciatore marocchino
- 7 maggio - Daniel Grégorich, lottatore cubano
- 7 maggio - Manuel Haas, calciatore austriaco
- 7 maggio - Ethan Happ, cestista statunitense
- 7 maggio - Jasmi Joensuu, fondista finlandese
- 7 maggio - Faker, videogiocatore sudcoreano
- 7 maggio - Jonas Hoff Oftebro, attore e doppiatore norvegese
- 7 maggio - Sara Poidevin, ciclista su strada canadese
- 7 maggio - Nicolás Queiroz, calciatore uruguaiano
- 7 maggio - Mavis Tchibota, calciatore congolese (Repubblica del Congo)
- 7 maggio - Óscar Vanegas, calciatore colombiano
- 7 maggio - Khari Willis, giocatore di football americano statunitense
- 7 maggio - Ingrid de Oliveira, tuffatrice brasiliana
- 8 maggio - Federico Barrandeguy, calciatore uruguaiano
- 8 maggio - Firas Chaouat, calciatore tunisino
- 8 maggio - Cierra Dillard, cestista statunitense
- 8 maggio - Josip Filipović, calciatore croato
- 8 maggio - 6ix9ine, rapper e cantautore statunitense
- 8 maggio - Jakub Nizioł, cestista polacco
- 8 maggio - D.J. Reed, giocatore di football americano statunitense
- 8 maggio - Kentavius Street, giocatore di football americano statunitense
- 8 maggio - Khyri Thomas, cestista statunitense
- 8 maggio - Charlie Vindehall, calciatore svedese
- 9 maggio - Cameron Brannagan, calciatore inglese
- 9 maggio - Noah Centineo, attore statunitense
- 9 maggio - Aníbal Chalá, calciatore ecuadoriano
- 9 maggio - Caroline Costa, cantante francese
- 9 maggio - Adonis Diaz, judoka statunitense
- 9 maggio - Lorenzo Fortunato, ciclista su strada italiano
- 9 maggio - Tatiana Weston-Webb, surfista brasiliana
- 9 maggio - Mateo Horber, giocatore di football americano svizzero
- 9 maggio - Mauro Lainez, calciatore messicano
- 9 maggio - Chevron McLean, calciatore sanvincentino
- 9 maggio - Luiz Altamir Melo, nuotatore brasiliano
- 9 maggio - Oro Mensah, wrestler svizzero
- 9 maggio - Mary Mouser, attrice statunitense
- 9 maggio - Derrick Nnadi, giocatore di football americano statunitense
- 9 maggio - Stanislav Oliferčyk, tuffatore ucraino
- 9 maggio - Grace Reid, tuffatrice britannica
- 9 maggio - Abdulrašid Sadulaev, lottatore russo
- 9 maggio - Courtney Schwan, pallavolista statunitense
- 9 maggio - Drew Urquhart, ex cestista canadese
- 9 maggio - Wes Martin, giocatore di football americano statunitense
- 9 maggio - Adam Ťoupalík, ciclista su strada e ciclocrossista ceco
- 9 maggio - Florin Ștefan, calciatore rumeno
- 10 maggio - Martín Aguirregabiria, calciatore spagnolo
- 10 maggio - Blake Cashman, giocatore di football americano statunitense
- 10 maggio - Enrique Etcheverry, calciatore uruguaiano
- 10 maggio - Michael Fabbro, calciatore italiano
- 10 maggio - Sashalee Forbes, velocista giamaicana
- 10 maggio - Domenico Frare, calciatore italiano
- 10 maggio - Sergio Gil Latorre, calciatore spagnolo
- 10 maggio - Chencho Gyeltshen, calciatore bhutanese
- 10 maggio - Naiz Hassan, calciatore maldiviano
- 10 maggio - Travin Howard, giocatore di football americano statunitense
- 10 maggio - Tyus Jones, cestista statunitense
- 10 maggio - Karlo Lulić, calciatore croato
- 10 maggio - Lucas Martínez Quarta, calciatore argentino
- 10 maggio - Kule Mbombo, calciatore congolese (Repubblica Democratica del Congo)
- 10 maggio - José Carlos Ramírez Suárez, calciatore spagnolo
- 10 maggio - Jean Carlos Silva Rocha, calciatore brasiliano
- 10 maggio - Kateřina Siniaková, tennista ceca
- 10 maggio - Taniela Tupou, rugbista a 15 tongano
- 11 maggio - Scott Bitsindou, calciatore congolese (Repubblica del Congo)
- 11 maggio - Giorgia Bracelli, calciatrice italiana
- 11 maggio - Maicol Cabrera, calciatore uruguaiano
- 11 maggio - Fernando Daniel, cantante portoghese
- 11 maggio - Matěj Kozubek, nuotatore ceco
- 11 maggio - Danilo Ostojić, cestista serbo
- 11 maggio - Viktor Thorn, fondista svedese
- 11 maggio - Fabio Wolfinger, calciatore liechtensteinese
- 11 maggio - Ayed, cantante saudita
- 12 maggio - Martha Araújo, multiplista colombiana
- 12 maggio - Yiğit Arslan, cestista turco
- 12 maggio - Jody February, calciatore sudafricano
- 12 maggio - Chin Hormechea, calciatore panamense
- 12 maggio - Raoul Hyman, pilota automobilistico sudafricano
- 12 maggio - Fran Karačić, calciatore croato
- 12 maggio - Li Xiaomeng, videogiocatrice cinese
- 12 maggio - Grace Mouat, attrice britannica
- 12 maggio - Sebastian Ofner, tennista austriaco
- 12 maggio - Fabrice Olinga, calciatore camerunese
- 12 maggio - Murilo Oliveira de Freitas, calciatore brasiliano
- 12 maggio - Laure Touyé, rugbista a 15 francese
- 12 maggio - Kōstas Tsimikas, calciatore greco
- 12 maggio - You Xiaodi, tennista cinese
- 12 maggio - Pia Züfle, calciatrice tedesca
- 13 maggio - Anastasija Burčuladze, cosmonauta russa
- 13 maggio - Baby Tate, rapper e cantautrice statunitense
- 13 maggio - Ali Khalafalla, nuotatore egiziano
- 13 maggio - Damon Mirani, calciatore olandese
- 13 maggio - Pavlo Orichovs'kyj, calciatore ucraino
- 13 maggio - Nikola Pavlović, cestista serbo
- 13 maggio - Iýrıı Persýh, calciatore kazako
- 13 maggio - Alexander Porter, ex pistard e ciclista su strada australiano
- 13 maggio - Stefanie Scherer, biatleta tedesca
- 13 maggio - Akil Wright, calciatore inglese
- 14 maggio - Cole Bennett, regista statunitense
- 14 maggio - Realdo Fili, calciatore albanese
- 14 maggio - Martin Garrix, disc jockey, musicista e produttore discografico olandese
- 14 maggio - Justine Ghekiere, ciclista su strada belga
- 14 maggio - Maksym Hrys'o, calciatore ucraino
- 14 maggio - Daniel Jensen, tuffatore norvegese
- 14 maggio - Filip Lesniak, calciatore slovacco
- 14 maggio - Elvir Maloku, calciatore croato
- 14 maggio - Brian Peavy, giocatore di football americano statunitense
- 14 maggio - Nevell Provo, ex cestista canadese
- 14 maggio - Ivan Prtajin, calciatore croato
- 14 maggio - Dejana Radanović, tennista serba
- 14 maggio - Jenna Rosenthal, pallavolista statunitense
- 14 maggio - Jack Singleton, rugbista a 15 inglese
- 15 maggio - Shannon-Ogbnai Abeda, sciatore alpino eritreo
- 15 maggio - Andrew Beck, giocatore di football americano statunitense
- 15 maggio - Nerea Camacho, attrice spagnola
- 15 maggio - Lucrezia Fantelli, sciatrice freestyle italiana
- 15 maggio - Mitch Fettig, giocatore di football americano statunitense
- 15 maggio - Alejandro Galán Romo, sportivo spagnolo
- 15 maggio - Hector Hevel, calciatore olandese
- 15 maggio - Patrick Kujala, ex pilota automobilistico finlandese
- 15 maggio - Sam Merrill, cestista statunitense
- 15 maggio - John Reid, giocatore di football americano statunitense
- 15 maggio - Raven Saunders, pesista statunitense
- 15 maggio - Bartłomiej Stój, discobolo polacco
- 15 maggio - Sara Thrige Andersen, calciatrice danese
- 15 maggio - Birdy, cantautrice e musicista britannica
- 16 maggio - Josh Allen, giocatore di football americano statunitense
- 16 maggio - Márcio Almeida de Oliveira, calciatore brasiliano
- 16 maggio - Louisa Chirico, tennista statunitense
- 16 maggio - Benjamin Demir, calciatore macedone
- 16 maggio - Huang Huidan, ginnasta cinese
- 16 maggio - Lucas Kal, calciatore brasiliano
- 16 maggio - José Mauri, calciatore argentino
- 16 maggio - Gardner Minshew, giocatore di football americano statunitense
- 16 maggio - Giacomo Perini, canottiere italiano
- 16 maggio - Florian Rieder, calciatore austriaco
- 16 maggio - Leicy Santos, calciatrice colombiana
- 16 maggio - Alex Valera, calciatore peruviano
- 16 maggio - Charvarius Ward, giocatore di football americano statunitense
- 17 maggio - Abbas Abubakar Abbas, velocista bahreinita
- 17 maggio - Youcef Atal, calciatore algerino
- 17 maggio - Nicolò Diana, attore italiano
- 17 maggio - Paul Ferenciac, pallavolista italiano
- 17 maggio - Tuomas Hirvonen, cestista finlandese
- 17 maggio - Vukašin Jovanović, calciatore serbo
- 17 maggio - Regi Lushkja, calciatore albanese
- 17 maggio - Ryan Ochoa, attore statunitense
- 17 maggio - Frank Ragnow, ex giocatore di football americano statunitense
- 17 maggio - Anna-Maria Wagner, judoka tedesca
- 18 maggio - Dzmitryj Asanaŭ, pugile bielorusso
- 18 maggio - Violett Beane, attrice statunitense
- 18 maggio - Luis Alberto Caicedo Mosquera, calciatore colombiano
- 18 maggio - Erica Cipressa, schermitrice italiana
- 18 maggio - Mehdi Ebrahimi, lottatore iraniano
- 18 maggio - Mike Edwards, giocatore di football americano statunitense
- 18 maggio - Franklin Flores, calciatore honduregno
- 18 maggio - Yūki Kadono, ex snowboarder giapponese
- 18 maggio - Teeboy Kamara, calciatore liberiano
- 18 maggio - Herald Marku, calciatore albanese
- 18 maggio - Omar Mohamed, ex calciatore somalo
- 18 maggio - Sarah Munro, cantautrice e musicista britannica
- 18 maggio - Josefine Frida Pettersen, attrice norvegese
- 18 maggio - Rémy Rochas, ciclista su strada francese
- 18 maggio - Igor Timotijević, giocatore di football americano serbo
- 19 maggio - BlocBoy JB, rapper statunitense
- 19 maggio - Kevin Bonifazi, calciatore italiano
- 19 maggio - Chung Hyeon, tennista sudcoreano
- 19 maggio - Pelle Clement, calciatore olandese
- 19 maggio - Juanan Entrena, calciatore spagnolo
- 19 maggio - Aaron Falzon, cestista maltese
- 19 maggio - Janelle Mae Frayna, scacchista filippina
- 19 maggio - Evgenij Gidič, ciclista su strada kazako
- 19 maggio - Sarah Grey, attrice canadese
- 19 maggio - Brenna Harding, attrice australiana
- 19 maggio - Cedric Kouadio, calciatore ivoriano
- 19 maggio - Đorđe Lazić, pallanuotista serbo
- 19 maggio - Pavlo Luk"jančuk, calciatore ucraino
- 19 maggio - Sebastian Musiolik, calciatore polacco
- 19 maggio - Joao Rodríguez, calciatore colombiano
- 19 maggio - Sebastián Villa, calciatore colombiano
- 19 maggio - Luca Waldschmidt, calciatore tedesco
- 19 maggio - Marios Īlia, calciatore cipriota
- 20 maggio - Abudushalamu Abudurexiti, cestista cinese
- 20 maggio - Maciej Bojanowski, cestista polacco
- 20 maggio - Byron Cowart, giocatore di football americano statunitense
- 20 maggio - Antonio Fuoco, pilota automobilistico italiano
- 20 maggio - Ian, rapper rumeno
- 20 maggio - Niek Kimmann, ciclista di BMX olandese
- 20 maggio - Marshon Lattimore, giocatore di football americano statunitense
- 20 maggio - Scottie Lindsey, cestista statunitense
- 20 maggio - Anatolij Nurijev, calciatore ucraino
- 20 maggio - Fitina Omborenga, calciatore ruandese
- 20 maggio - Seth Paintsil, calciatore ghanese
- 20 maggio - Pidor Samoeun, calciatore cambogiano
- 20 maggio - Robert Skov, calciatore danese
- 20 maggio - Kimia Yousofi, velocista afghana
- 21 maggio - Moaiad Abdeen, calciatore sudanese
- 21 maggio - Alik Arakelyan, ex calciatore armeno
- 21 maggio - Amir Bell, cestista statunitense
- 21 maggio - Jorge Benguché, calciatore honduregno
- 21 maggio - Merveille Bokadi, calciatore congolese (Repubblica Democratica del Congo)
- 21 maggio - Devin Cannady, cestista statunitense
- 21 maggio - Karen Chačanov, tennista russo
- 21 maggio - Nikita Contini, calciatore italiano
- 21 maggio - Yannick Franke, cestista olandese
- 21 maggio - Jalen Hudson, cestista statunitense
- 21 maggio - Sidney Jones, giocatore di football americano statunitense
- 21 maggio - Sarina Koga, ex pallavolista giapponese
- 21 maggio - Kitija Laksa, cestista lettone
- 21 maggio - Ivan Lobaj, calciatore ucraino
- 21 maggio - Germaine Pratt, giocatore di football americano statunitense
- 21 maggio - Kōnstantinos Provydakīs, calciatore greco
- 21 maggio - Lionel Taminiaux, ciclista su strada belga
- 21 maggio - Dorukhan Toköz, calciatore turco
- 21 maggio - Eric Traoré, calciatore burkinabé
- 21 maggio - Indy de Vroome, tennista olandese
- 22 maggio - Tabitha Chawinga, calciatrice malawiana
- 22 maggio - Adrián Cubas, calciatore argentino
- 22 maggio - Euciodálcio Gomes, calciatore portoghese
- 22 maggio - Mike Davis, cestista statunitense
- 22 maggio - Carlos Fernández Luna, calciatore spagnolo
- 22 maggio - Dïdar Jalmuqan, calciatore kazako
- 22 maggio - Humberto Mansilla, martellista cileno
- 22 maggio - Eleanor Patterson, altista australiana
- 22 maggio - Nikol Płosaj, pistard e ciclista su strada polacca
- 22 maggio - Aung Thu, calciatore birmano
- 23 maggio - Deborah Acquah, lunghista e triplista ghanese
- 23 maggio - Katharina Althaus, saltatrice con gli sci tedesca
- 23 maggio - Emmanuel Boateng, calciatore ghanese
- 23 maggio - Ryan Fulton, calciatore scozzese
- 23 maggio - Tytus Howard, giocatore di football americano statunitense
- 23 maggio - Justin Johnson, cestista statunitense
- 23 maggio - Maddison Keeney, tuffatrice australiana
- 23 maggio - Elias Kolega, allenatore di sci alpino e ex sciatore alpino croato
- 23 maggio - Răzvan Marin, calciatore rumeno
- 23 maggio - Oh Su-hyun, golfista australiana
- 23 maggio - Lukáš Sadílek, calciatore ceco
- 23 maggio - Çağlar Söyüncü, calciatore turco
- 23 maggio - Rock Ya-Sin, giocatore di football americano statunitense
- 24 maggio - Cyrille Bayala, calciatore burkinabé
- 24 maggio - Claudia Cretti, paraciclista, ex ciclista su strada e pistard italiana
- 24 maggio - Amalie Dideriksen, ciclista su strada e pistard danese
- 24 maggio - Aschraf El Mahdioui, calciatore olandese
- 24 maggio - George Lucas Alves de Paula, cestista brasiliano
- 24 maggio - Jaycee Hillsman, cestista statunitense
- 24 maggio - Marcin Komenda, pallavolista polacco
- 24 maggio - Kevin Medel, calciatore cileno
- 24 maggio - Giorgi Melikidze, rugbista a 15 georgiano
- 24 maggio - Yousef Hassan, calciatore qatariota
- 24 maggio - Nadia Tereszkiewicz, attrice francese
- 25 maggio - Francisco Alonso, cestista spagnolo
- 25 maggio - Kenisha Bell, cestista statunitense
- 25 maggio - Bianca Caruso, velista italiana
- 25 maggio - Dorian Godon, ciclista su strada francese
- 25 maggio - Jakub Hromada, calciatore slovacco
- 25 maggio - Simon Jocher, sciatore alpino tedesco
- 25 maggio - Daniel Muñoz, calciatore colombiano
- 25 maggio - David Pastrňák, hockeista su ghiaccio ceco
- 25 maggio - Jakub Serafin, calciatore polacco
- 25 maggio - Sherko Karim, calciatore iracheno
- 25 maggio - Okben Ulubay, cestista turco
- 25 maggio - Anna Weidel, biatleta tedesca
- 26 maggio - Ahmed Abdelwahed, siepista e mezzofondista italiano
- 26 maggio - Ahmed Abelrahman, judoka egiziano
- 26 maggio - Caroline Agnou, multiplista svizzera
- 26 maggio - Abdelrahman Al-Masatfa, karateka giordano
- 26 maggio - Dalan Ancrum, cestista statunitense
- 26 maggio - Nick Bowers, giocatore di football americano statunitense
- 26 maggio - Micol Corsiani, calciatrice italiana
- 26 maggio - Will Dunn, attore britannico
- 26 maggio - Lukáš Haraslín, calciatore slovacco
- 26 maggio - J Hus, rapper e cantante britannico
- 26 maggio - Denis Jakuba, calciatore russo
- 26 maggio - Tarik Kada, calciatore marocchino
- 26 maggio - Lukas Klünter, calciatore tedesco
- 26 maggio - Matt Milon, cestista statunitense
- 26 maggio - Zećira Mušović, calciatrice svedese
- 26 maggio - Boris Radunović, calciatore serbo
- 26 maggio - Navid Rahman, calciatore pakistano
- 26 maggio - Robbert de Vos, ex calciatore olandese
- 26 maggio - Buse Naz Çakıroğlu, pugile turca
- 27 maggio - Mohamed Ben Larbi, calciatore tunisino
- 27 maggio - Jamie Coombes, calciatore gibilterriano
- 27 maggio - João Figueiredo, calciatore brasiliano
- 27 maggio - Bryan Garnica, calciatore messicano
- 27 maggio - St. Pedro, cantante spagnolo
- 27 maggio - Lous and the Yakuza, cantautrice e modella della Repubblica Democratica del Congo
- 27 maggio - Johnny Kneubuehler, hockeista su ghiaccio svizzero
- 27 maggio - Minjee Lee, golfista australiana
- 27 maggio - Sam Morse, sciatore alpino statunitense
- 27 maggio - Gianni Paolo, attore statunitense
- 27 maggio - Josh Ross, cantante canadese
- 27 maggio - Focalistic, rapper sudafricano
- 27 maggio - Elena Stoffel, ex sciatrice alpina svizzera
- 27 maggio - Li Tu, tennista australiano
- 27 maggio - Leandro Vega, calciatore argentino
- 27 maggio - Zhang Wangli, sollevatrice cinese
- 27 maggio - Julia du Plessis, altista sudafricana
- 28 maggio - Mataz Saleh, calciatore omanita
- 28 maggio - Carlotta Cambi, pallavolista italiana
- 28 maggio - Eldar Ćivić, calciatore bosniaco
- 28 maggio - Diego Cuadros, calciatore colombiano
- 28 maggio - Melis Gülcan, cestista turca
- 28 maggio - Victoria Hudson, giavellottista austriaca
- 28 maggio - Mathias Normann, calciatore norvegese
- 28 maggio - Elizabeth Price, ginnasta statunitense
- 28 maggio - Andrea Vargas, ostacolista costaricana
- 29 maggio - Mohanad Lasheen, calciatore egiziano
- 29 maggio - Alex Bachman, giocatore di football americano statunitense
- 29 maggio - Maggie Barrie, velocista sierraleonese
- 29 maggio - George Byers, calciatore inglese
- 29 maggio - Julien Dacosta, calciatore francese
- 29 maggio - Ian Escobar, calciatore argentino
- 29 maggio - Halvor Egner Granerud, saltatore con gli sci norvegese
- 29 maggio - Niclas Grönholm, pilota automobilistico finlandese
- 29 maggio - Steven Haney, cestista statunitense
- 29 maggio - Emese Hof, cestista olandese
- 29 maggio - Lim Hyo-jun, pattinatore di short track sudcoreano
- 29 maggio - Stanley Johnson, cestista statunitense
- 29 maggio - R. F. Kuang, scrittrice cinese
- 29 maggio - Igor' Obuchov, calciatore russo
- 29 maggio - André Filipe Magalhães Ribeiro Ferreira, calciatore portoghese
- 29 maggio - India Sherret, sciatrice freestyle canadese
- 30 maggio - Said-Ali Achmaev, calciatore russo
- 30 maggio - Bohdan Bojčuk, calciatore ucraino
- 30 maggio - Cristian Garín, tennista cileno
- 30 maggio - Aleksandr Golovin, calciatore russo
- 30 maggio - Beatriz Haddad Maia, tennista brasiliana
- 30 maggio - Myisha Hines-Allen, cestista statunitense
- 30 maggio - Lucki, rapper statunitense
- 30 maggio - Aly Ndom, calciatore francese
- 30 maggio - Boro, rapper italiano
- 30 maggio - Andy Ruiz, calciatore guatemalteco
- 30 maggio - Kendall Sheffield, giocatore di football americano statunitense
- 30 maggio - Silas Araújo da Silva, calciatore brasiliano
- 30 maggio - Abner, calciatore brasiliano
- 30 maggio - Noor Vidts, multiplista belga
- 31 maggio - Taylor Agost, pallavolista statunitense
- 31 maggio - Rassambek Akhmatov, calciatore russo
- 31 maggio - Joachim Andersen, calciatore danese
- 31 maggio - Hardy Cavero, calciatore cileno
- 31 maggio - Carlo Di Benedetto, hockeista su pista francese
- 31 maggio - Joaquín Fernández Moreno, calciatore spagnolo
- 31 maggio - Sveva Gerevini, atleta italiana
- 31 maggio - Luciano Herrera, calciatore argentino
- 31 maggio - John Hightower, giocatore di football americano statunitense
- 31 maggio - Anderson Julio, calciatore ecuadoriano
- 31 maggio - Normani, cantante statunitense
- 31 maggio - Tesa Litvan, attrice e doppiatrice croata
- 31 maggio - Luan Leite da Silva, calciatore brasiliano
- 31 maggio - Kendale McCullum, cestista statunitense
- 31 maggio - Abdullah Kazim, calciatore emiratino
- 31 maggio - Arianna Rocca, ex ginnasta italiana
- 31 maggio - Simone Scuffet, calciatore italiano
- 31 maggio - Kirara Shiraishi, velocista giapponese
- 31 maggio - María Vilas Vidal, nuotatrice spagnola